# 田顺
田顺（前2世纪—前71年），西汉长陵县（今陕西省咸阳市东北）人，又称车顺，田千秋之子。

## 生平
汉昭帝元凤三年（前78年），其父田千秋去世，元凤四年（前77年）嗣袭富民侯，官至云中郡太守。汉宣帝本始二年（前72年），匈奴寇边，西伐乌孙。他被任为虎牙将军。本始三年（前71年）正月，朝廷派遣他和田广明、赵充国、范明友、韩增共五将军，率十五万骑兵击匈奴。祁连将军田广明所部出塞至受降城（今内蒙古巴彦淖尔狼山西北），受降校尉已死，丧柩未葬，田广明与受降校尉的寡妻通奸，驻兵不进，没有到达指定的地点参加战斗。虎牙将军田顺逾期到达，战后增报俘虏，获罪，自杀。